# Hétérochromie chez le chat

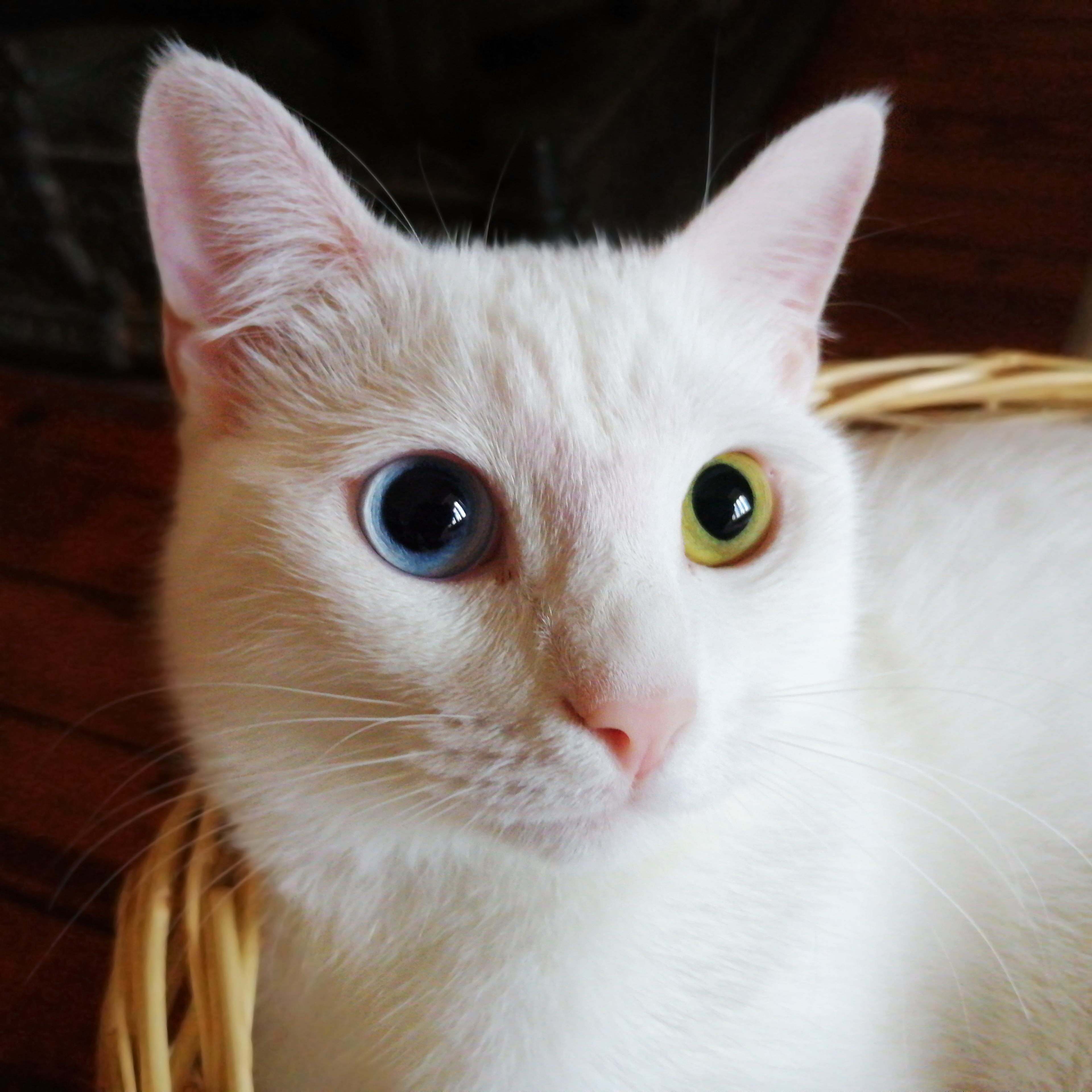
Chat de Van aux yeux bleu et vert

L'hétérochromie chez le chat se manifeste par des chats aux yeux vairons : un œil est bleu et l'autre vert, jaune ou marron. Il s'agit d'une version féline d'hétérochromie complète,, particularité qui s'exprime chez certaines espèces, dont l'être humain. Le chat peut aussi présenter une hétérochromie partielle : un œil est bleu et l'autre présente une juxtaposition de bleu et d'une autre couleur. Si cette particularité se présente en grande majorité chez les chats au pelage blanc, elle peut toucher des spécimens de n'importe quelle couleur à condition qu'ils soient porteurs du gène de la couleur blanche.